# Форт Медисон (Ајова)
Форт Медисон (енгл. Fort Madison) град је у америчкој савезној држави Ајова. По попису становништва из 2010. у њему је живело 11.051 становника.

## Демографија
Према попису становништва из 2010. у граду је живело 11.051 становника, што је 336 (3,1%) становника више него 2000. године.
| Група             | 2000.         | 2010.         |
| Белци             | 9.629 (89,9%) | 9.403 (85,1%) |
| Афроамериканци    | 286 (2,7%)    | 612 (5,5%)    |
| Азијати           | 65 (0,6%)     | 61 (0,6%)     |
| Хиспаноамериканци | 583 (5,4%)    | 735 (6,7%)    |
| Укупно            | 10.715        | 11.051        |